# 페이스트
페이스트(영어: paste)는 갈거나 개어서 풀처럼 만든 식품이다. 육류, 토마토 따위를 으깨어 조미한 페이스트는 샌드위치나 카나페에 바르거나 소스를 만드는 데 쓴다.

## 사진 갤러리

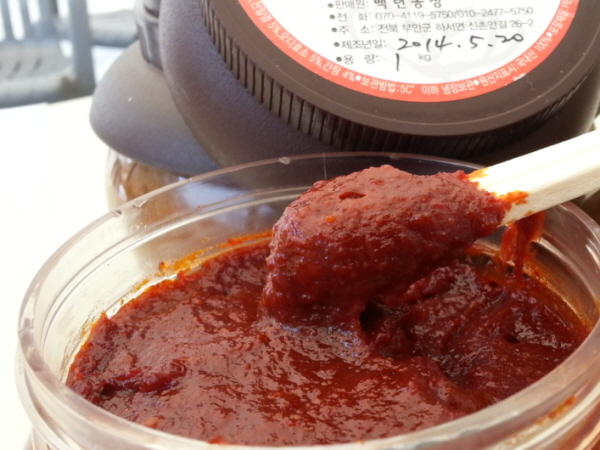
고추장
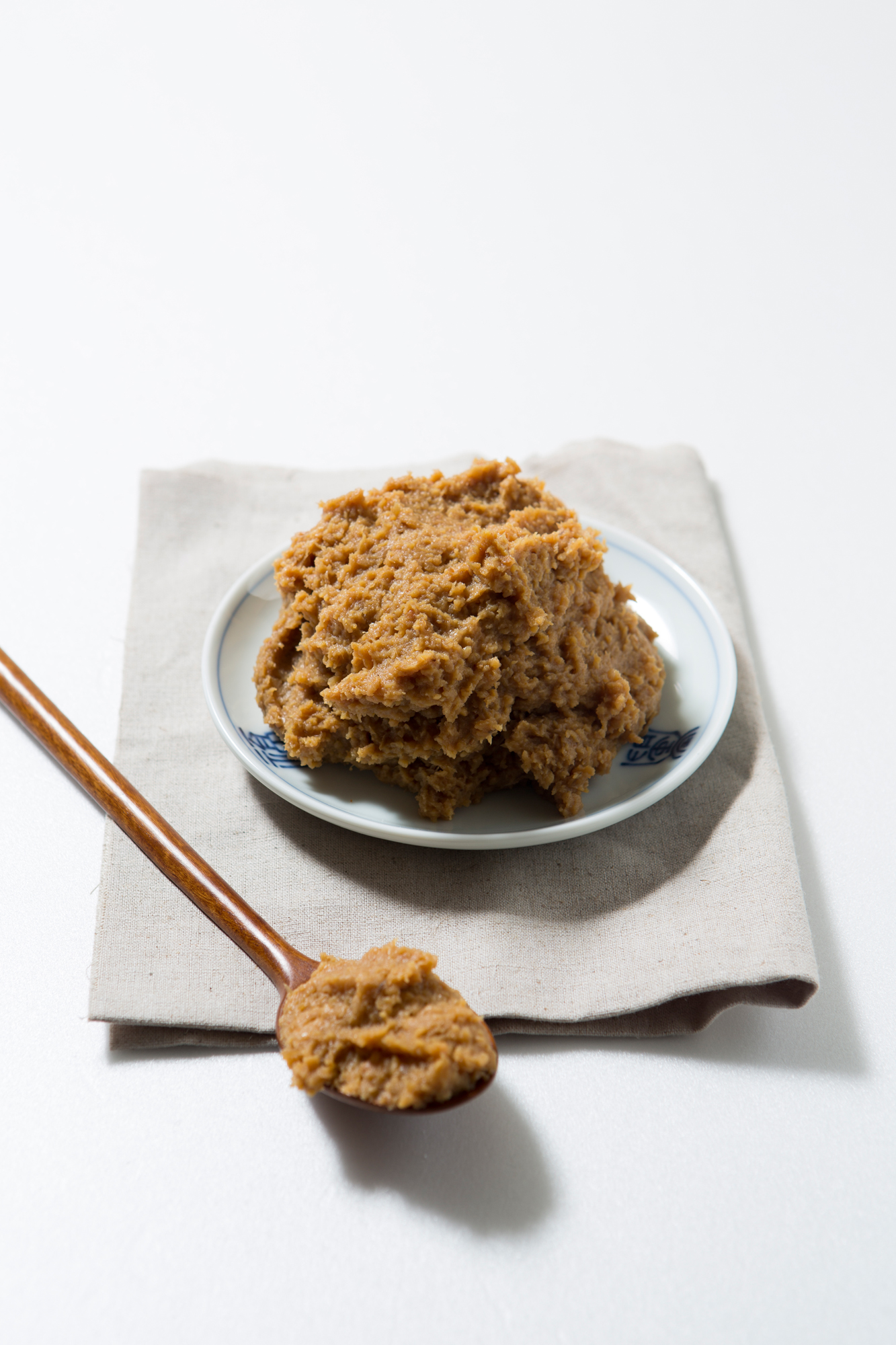
된장
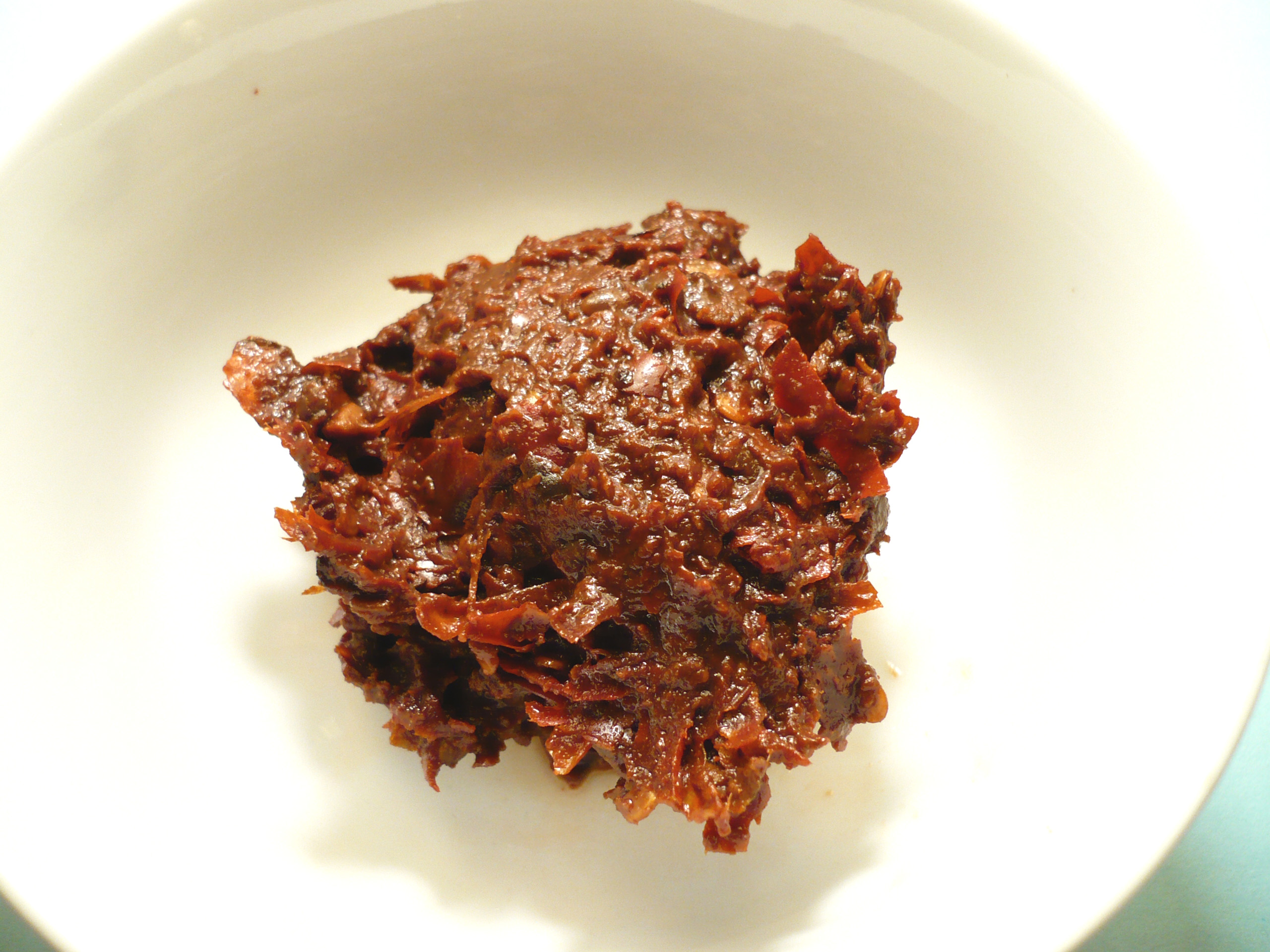
두반장
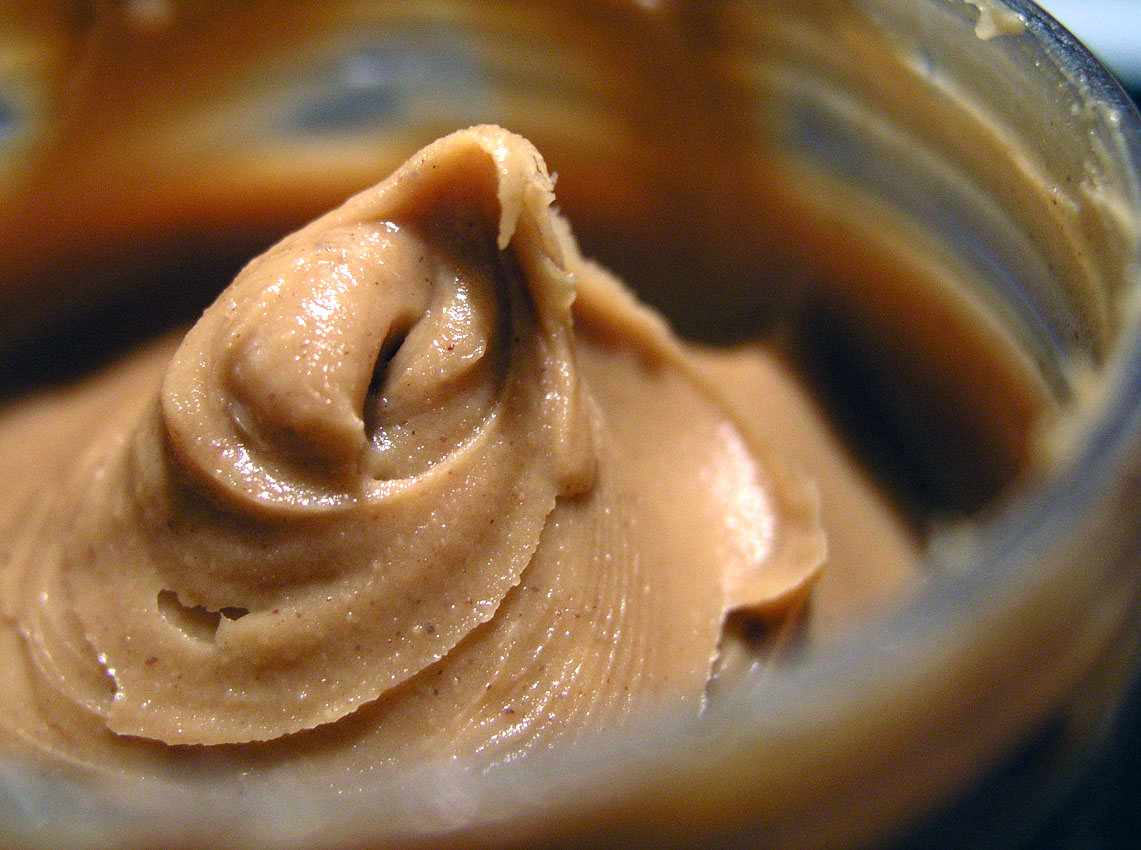
땅콩 버터
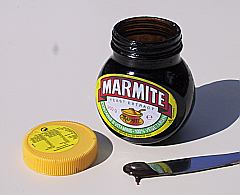
마마이트
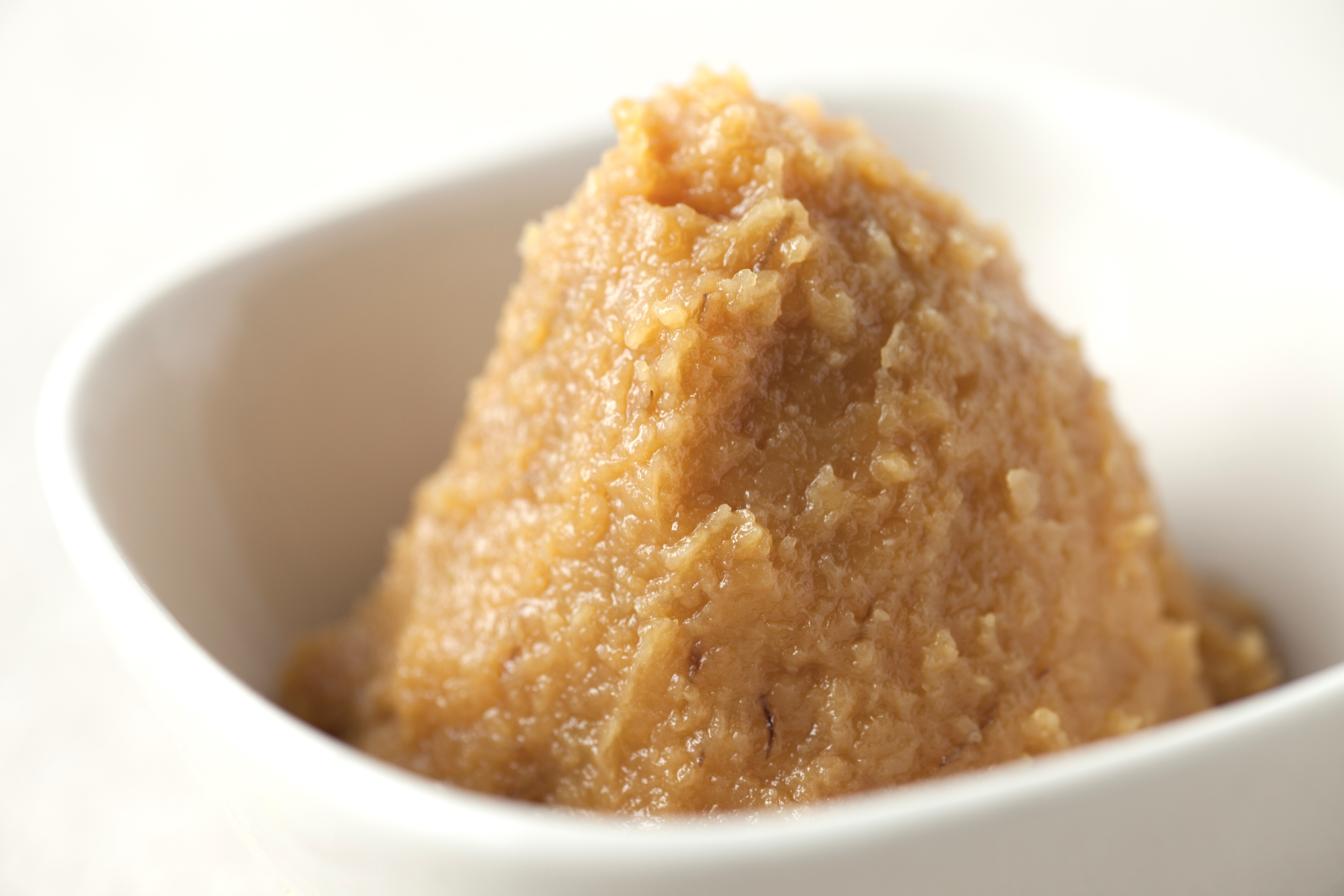
미소
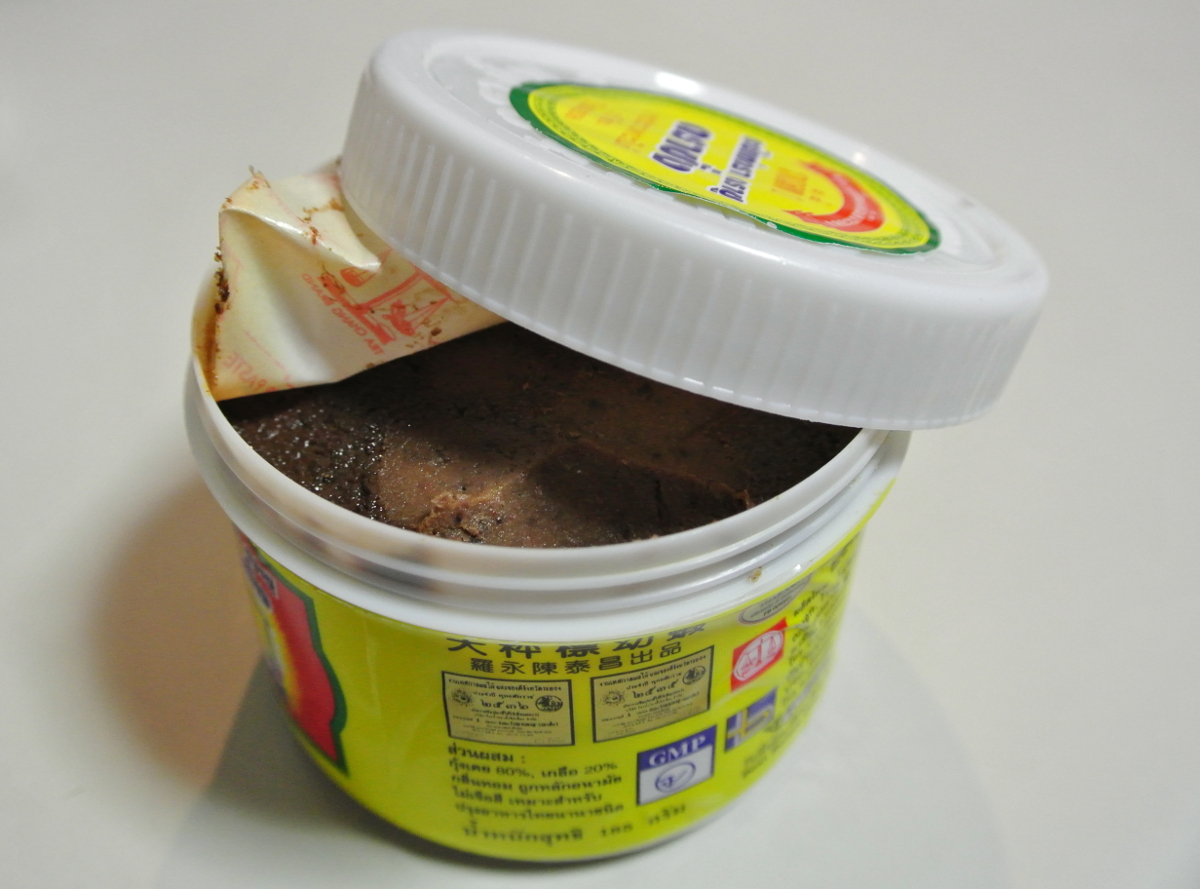
새우 페이스트
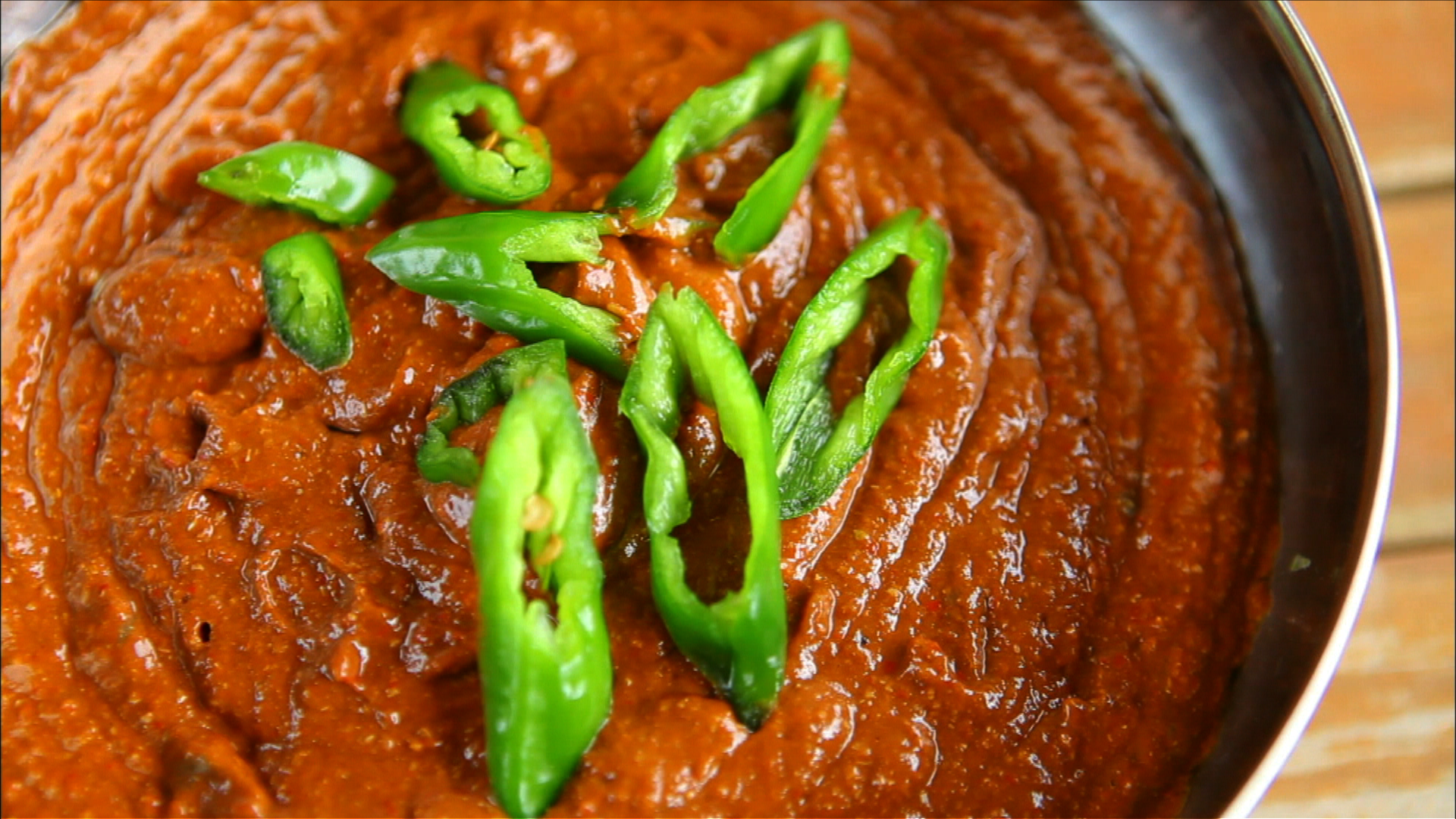
쌈장
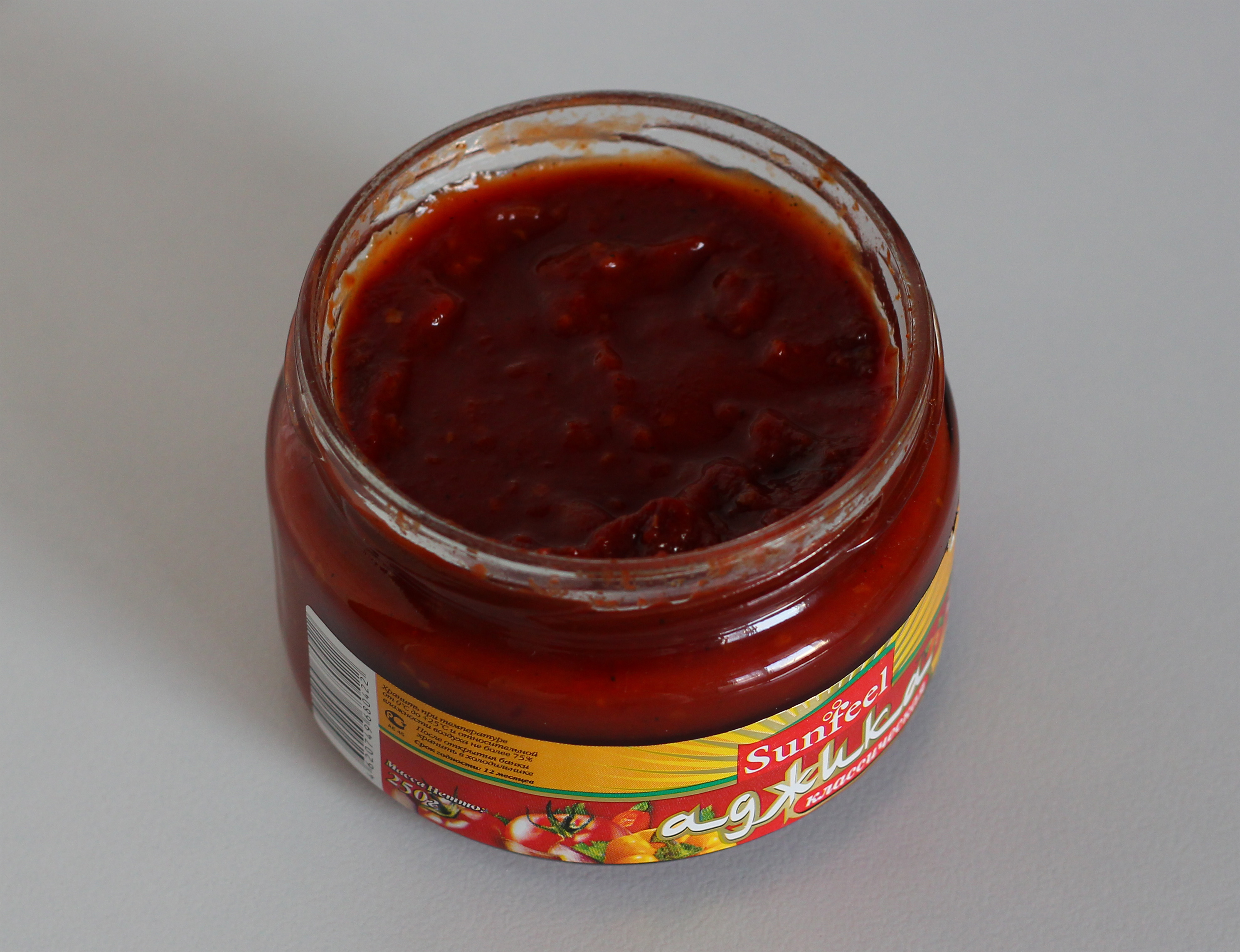
아지카
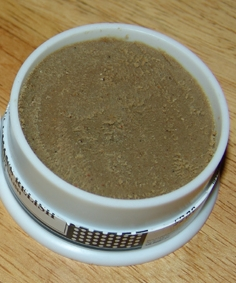
안초비 페이스트
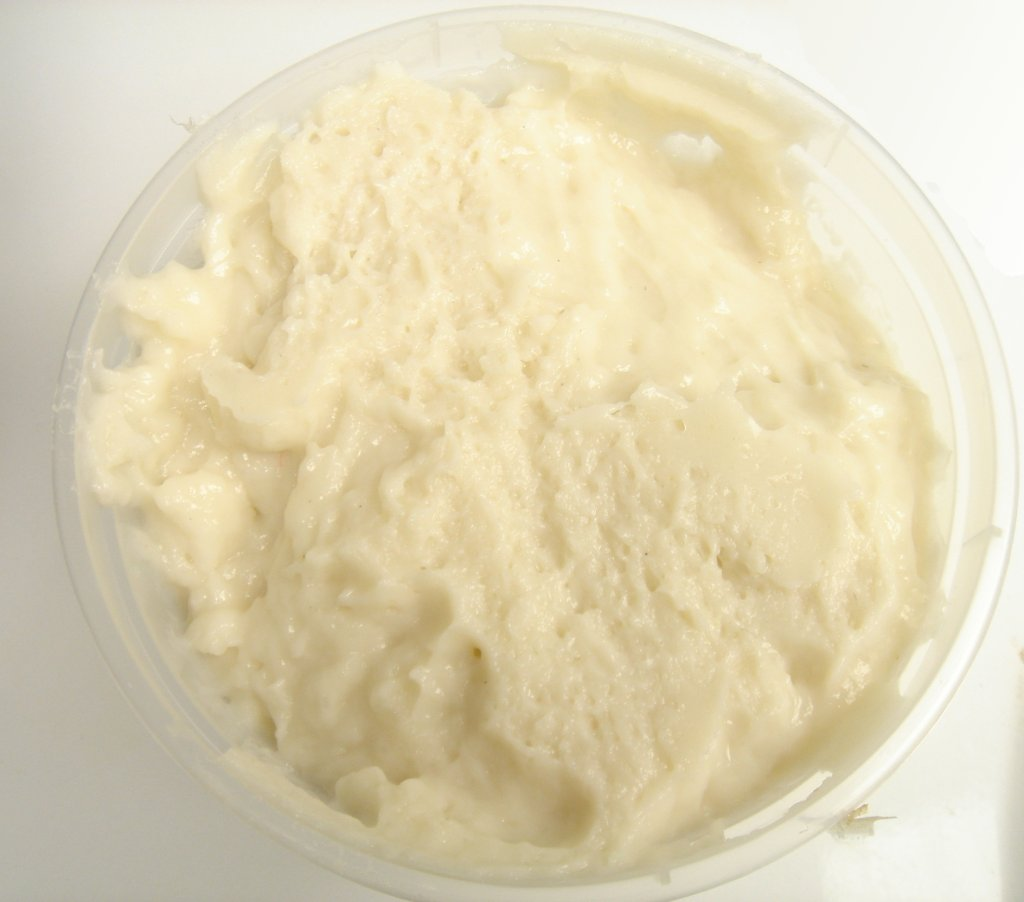
연육
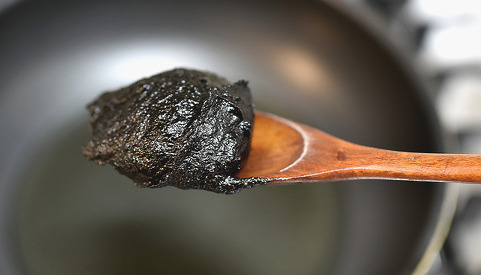
춘장
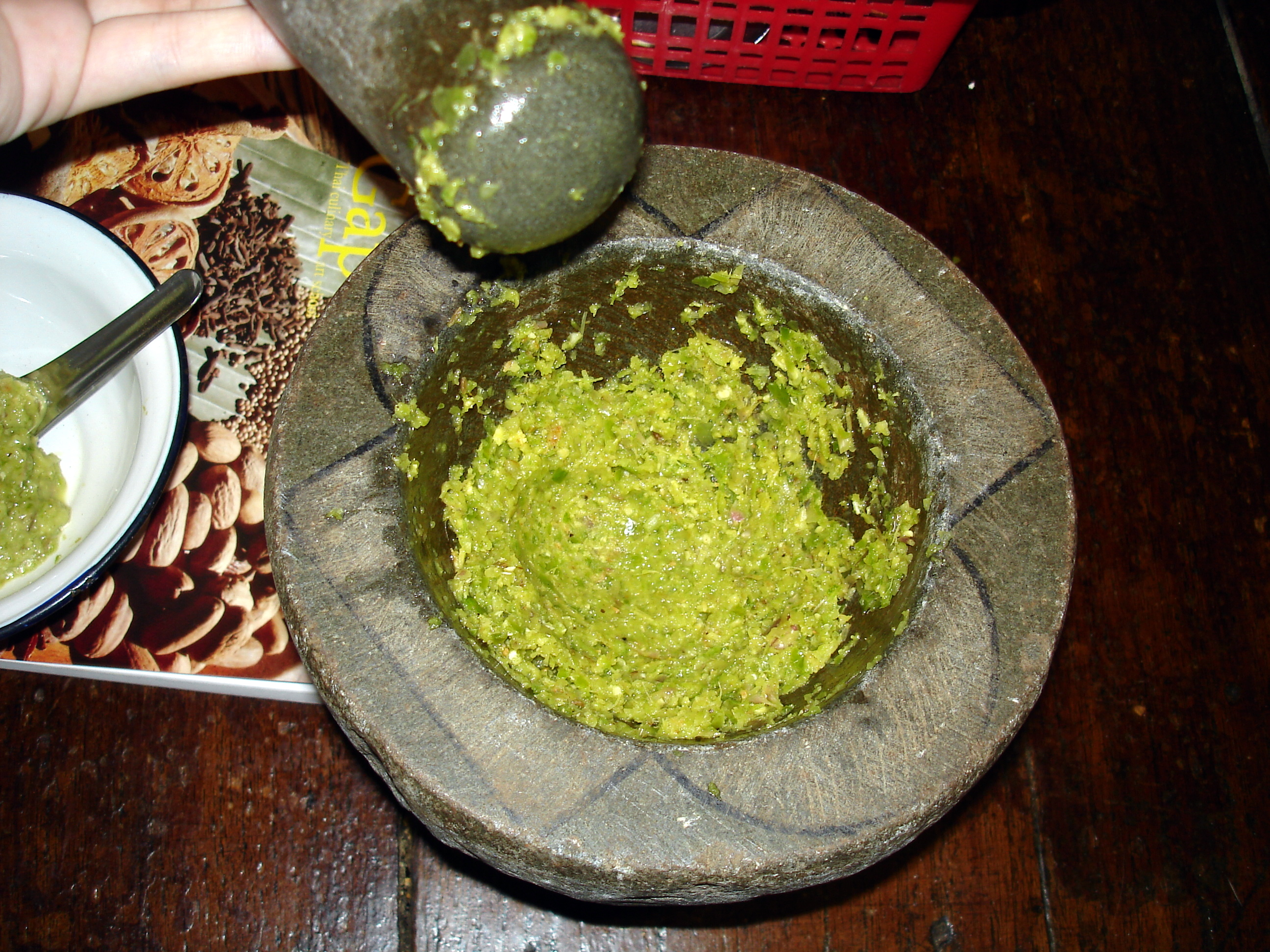
커리 페이스트
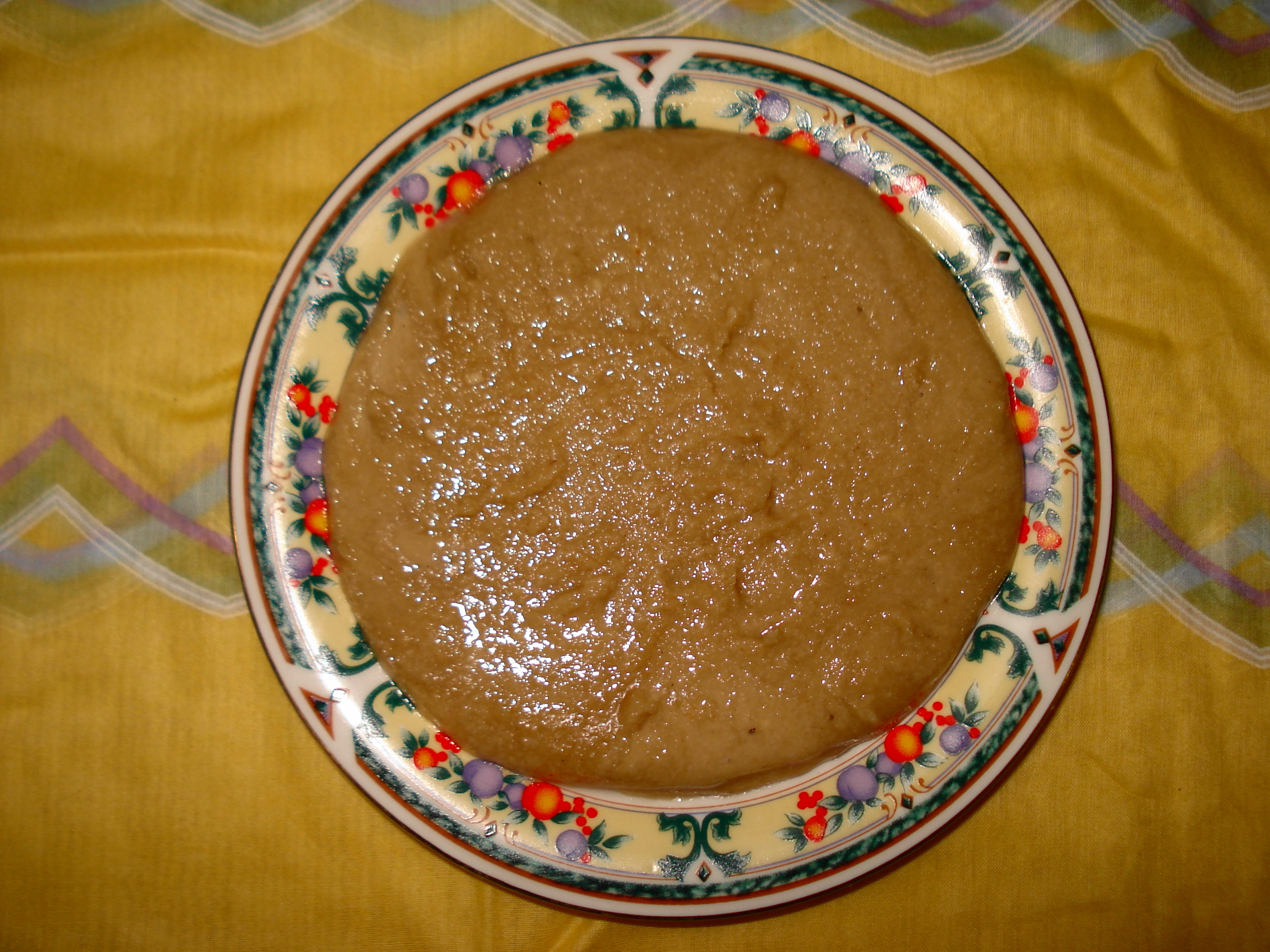
타히니
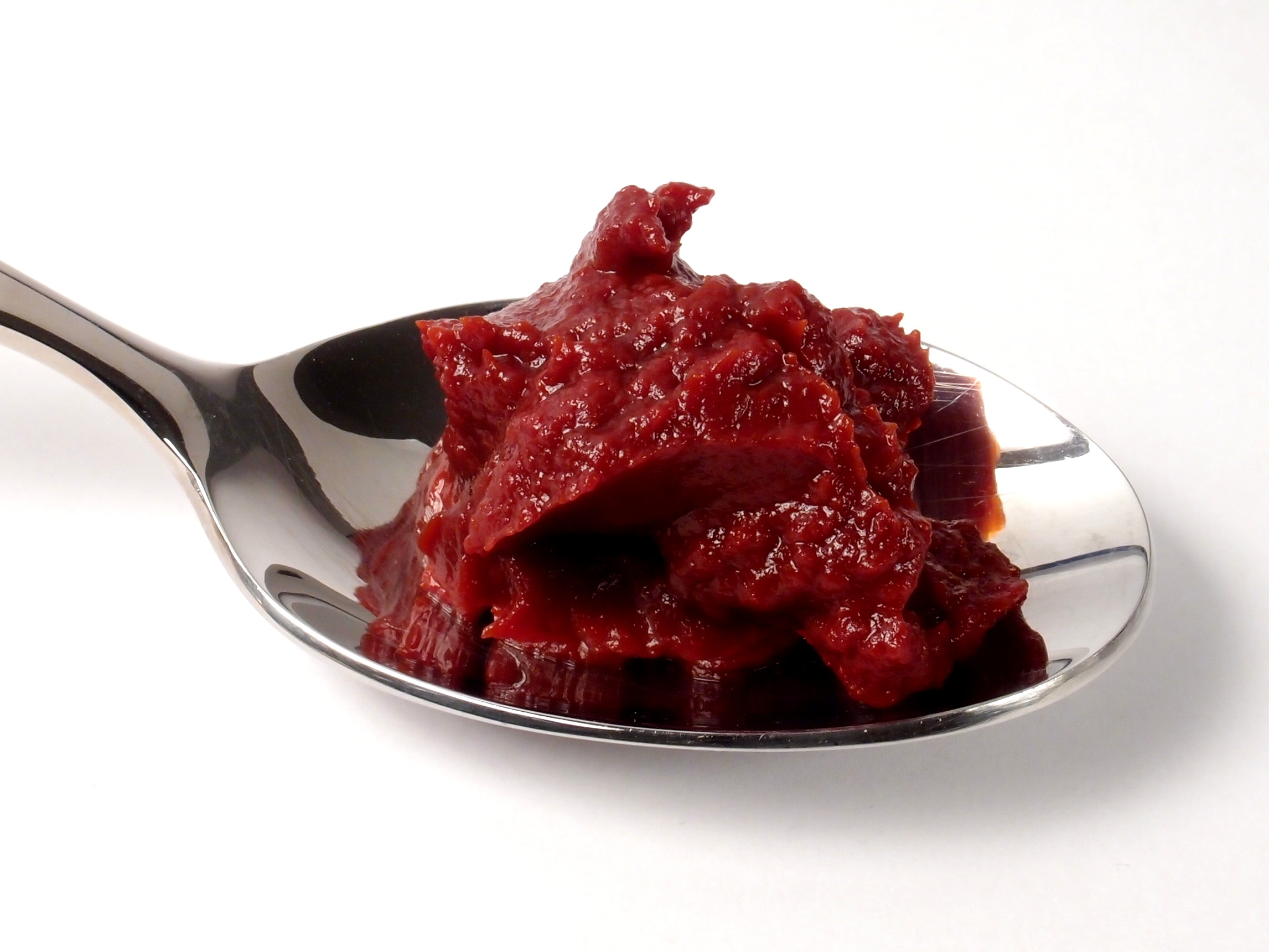
토마토 페이스트
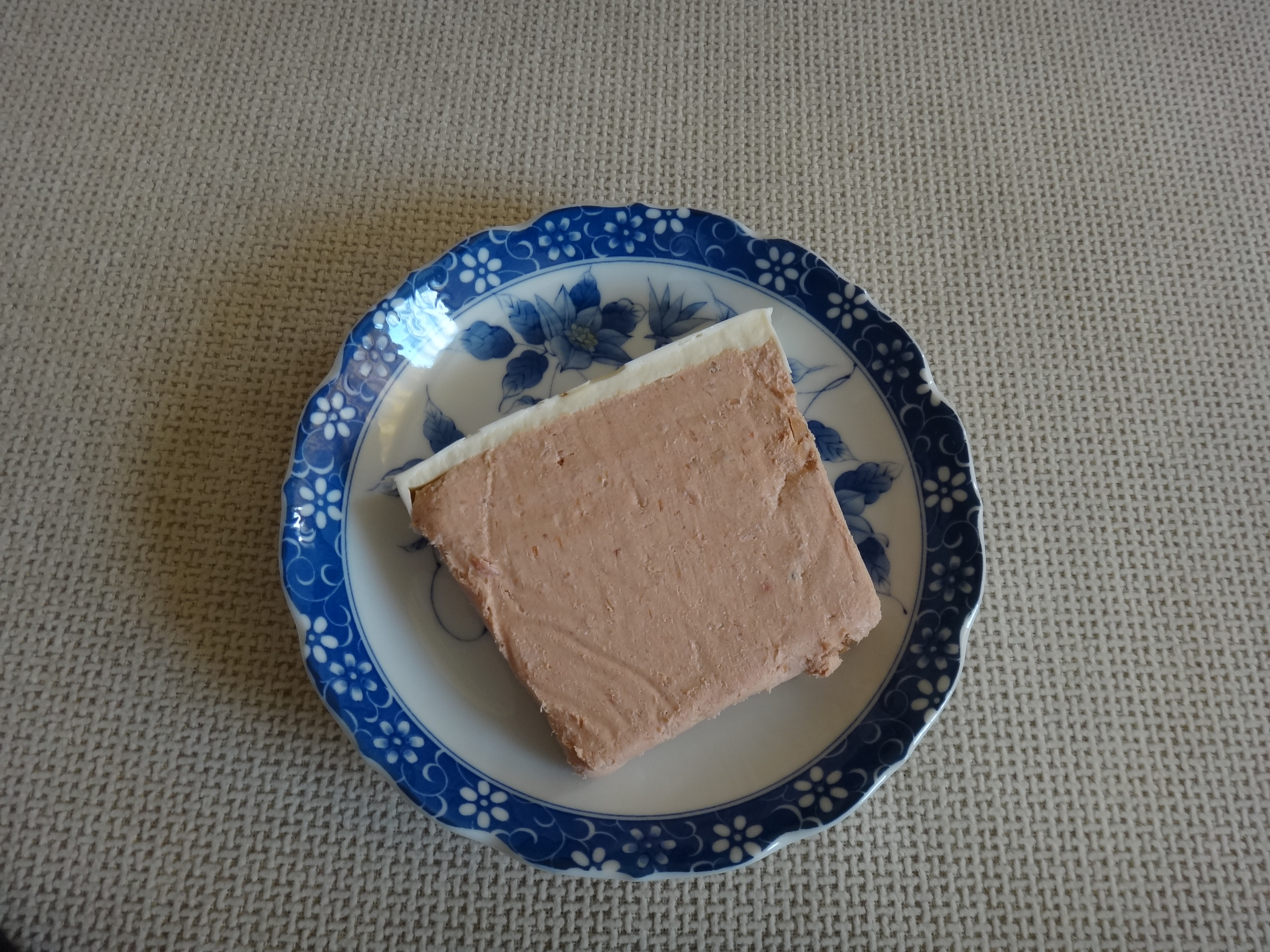
파테
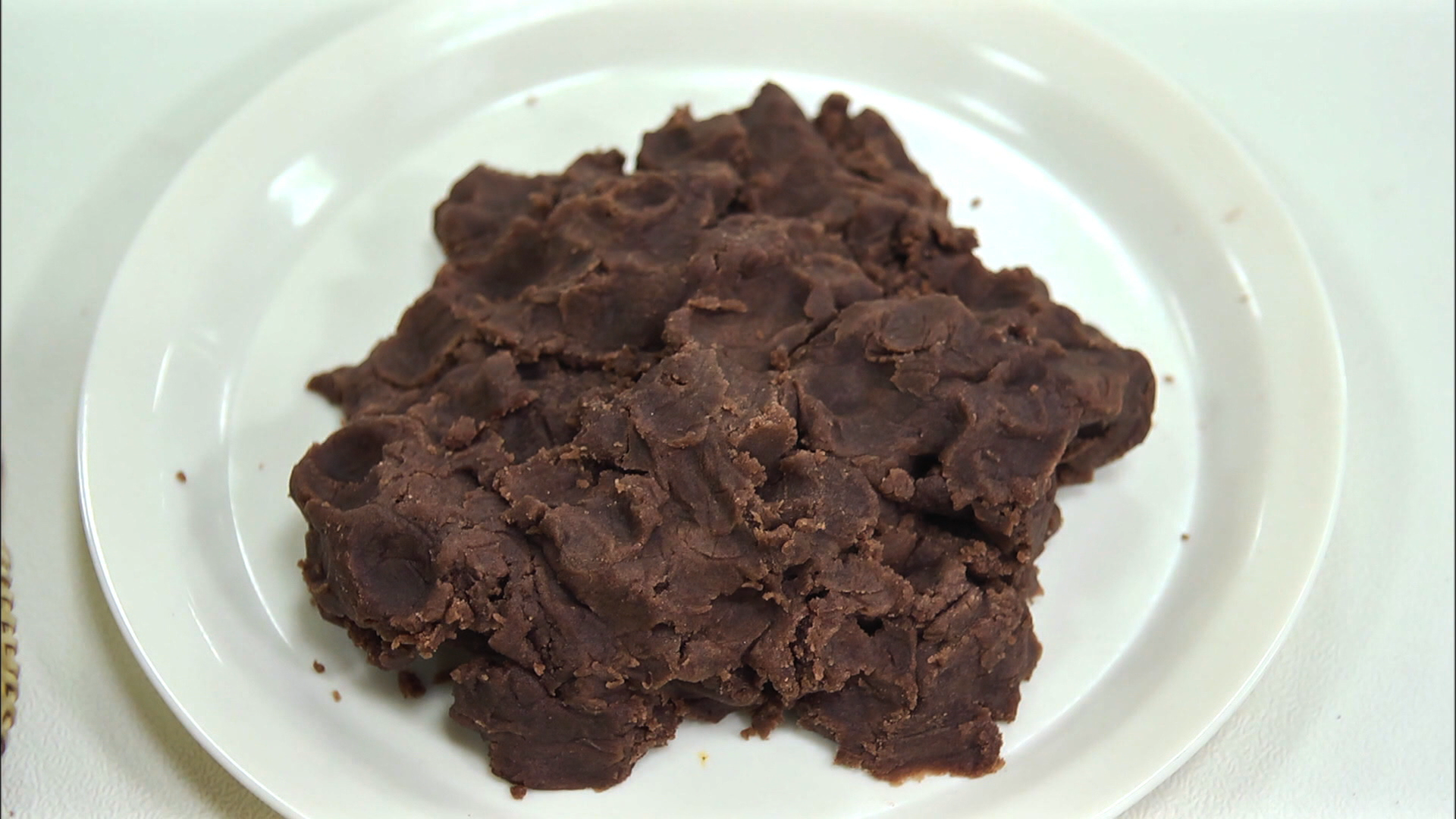
팥소
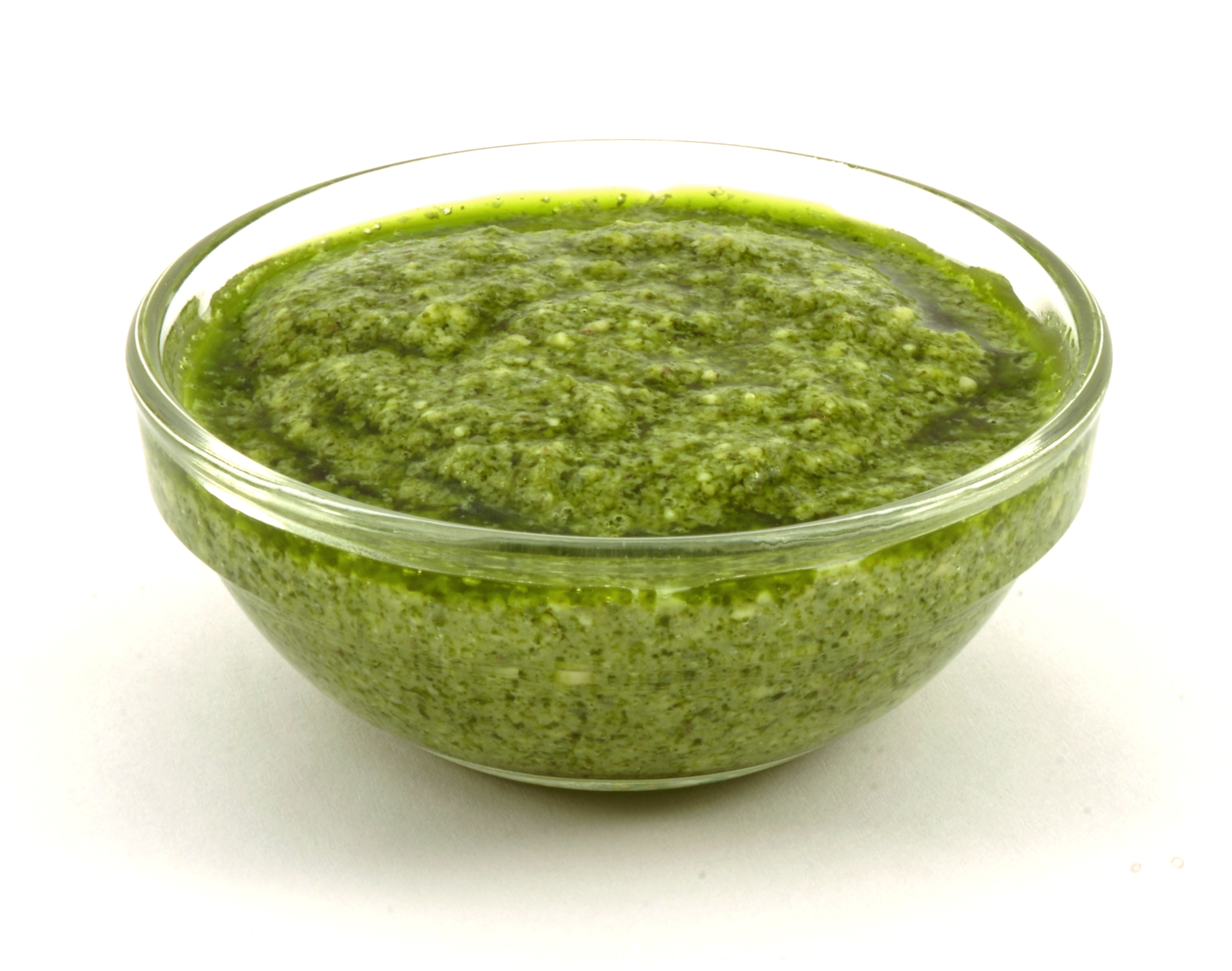
페스토
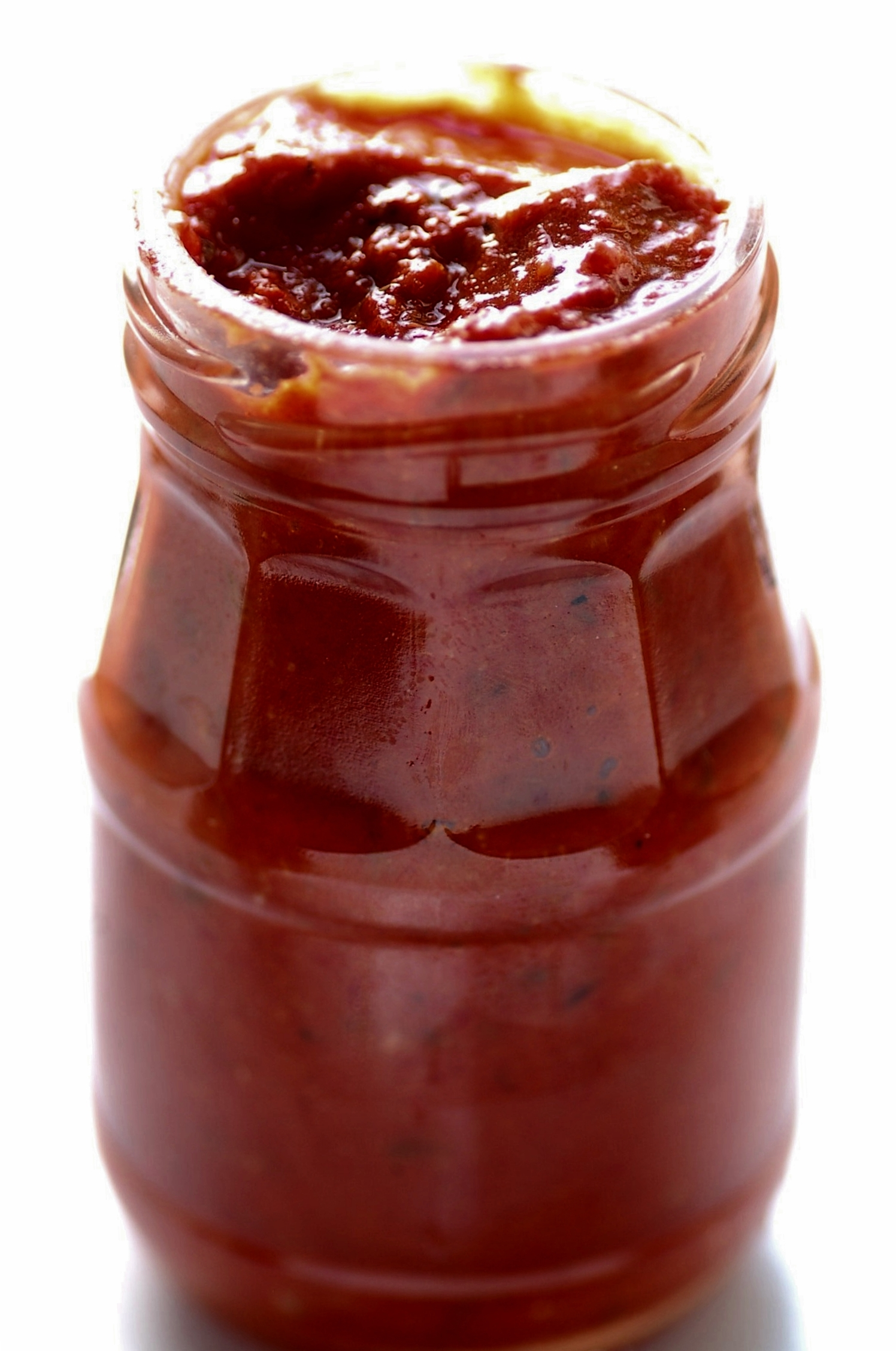
하리사
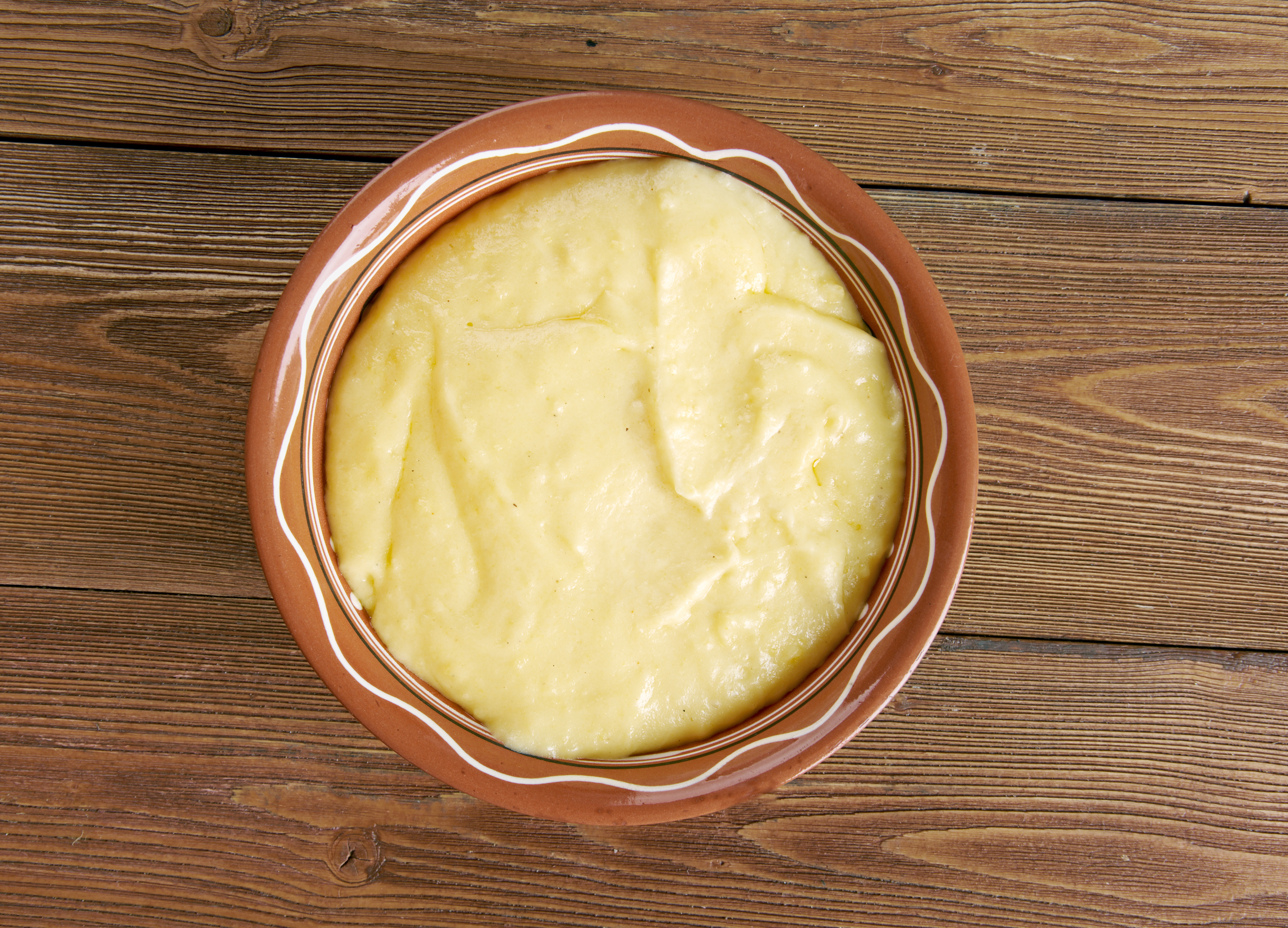
훔무스

## 같이 보기
- 조미료
- 소스 (음식)